# キャット・レコード
キャット・レコード (Cat Records) は、アメリカ合衆国のアトランティック・レコード傘下のレコードレーベルで、アーメット・アーティガンとハーブ・アブラムソン (Herb Abramson) によって設立され、1954年から1956年まで存続した。

## 沿革
キャット・レコードは、1954年にニューヨークで設立された。同様にアトランティック・レコード傘下の完全子会社だったアトコ・レコードほど活発ではなかったが、リズム・アンド・ブルースやドゥーワップ・グループのレコードを制作した。発表されるタイトルは、45回転盤と78回転盤（SPレコード）の両方で発売された。
フロイド・ディクソン (Floyd Dixon) がヒット曲のひとつ「Hey Bartender」を出したのは、キャット・レコードからであった。

## 所属したアーティスト
- フロイド・ディクソン (Floyd Dixon)
- ザ・コーズ - 後に「ザ・コードキャッツ (The Chordcats)」と改称
- The Sheiks
- ミッキー&シルビア (Mickey & Sylvia)